# Robert Mauriès
Cet article possède des homonymes et des paronymes, voir Mauries (homonymie).
Robert Mauriès est un chasseur sous-marin français, qui été enseignant à l'Universite Paul Sabatier de Toulouse. Aujourd'hui à la retraite.
Il a été membre du Comité directeur de la Fédération française d'études et de sports sous-marins (FFESSM) de 1982 à 1985, et Président de la Fédération nautique de pêche sportive en apnée (FNPSA).
Il a créé le magazine spécialisé Apnea en mai 1986, et les sites internet WikiDive, golfpédia et Assistant Sudoku.

## Palmarès
- 3e du championnat du monde par équipes en 1985 (à Muro (Espagne)) ;
- Vice-champion d'Europe par équipes en 1984 (à Palamos (Espagne)) ;
- 3e du championnat d'Europe individuel en 1984 (à Palamos (Espagne)) ;
- 5e du championnat du monde individuel en 1985.